# Corydalis aurea
Corydalis aurea là một loài thực vật có hoa trong họ Anh túc. Loài này được Willd. mô tả khoa học đầu tiên năm 1809.

## Hình ảnh

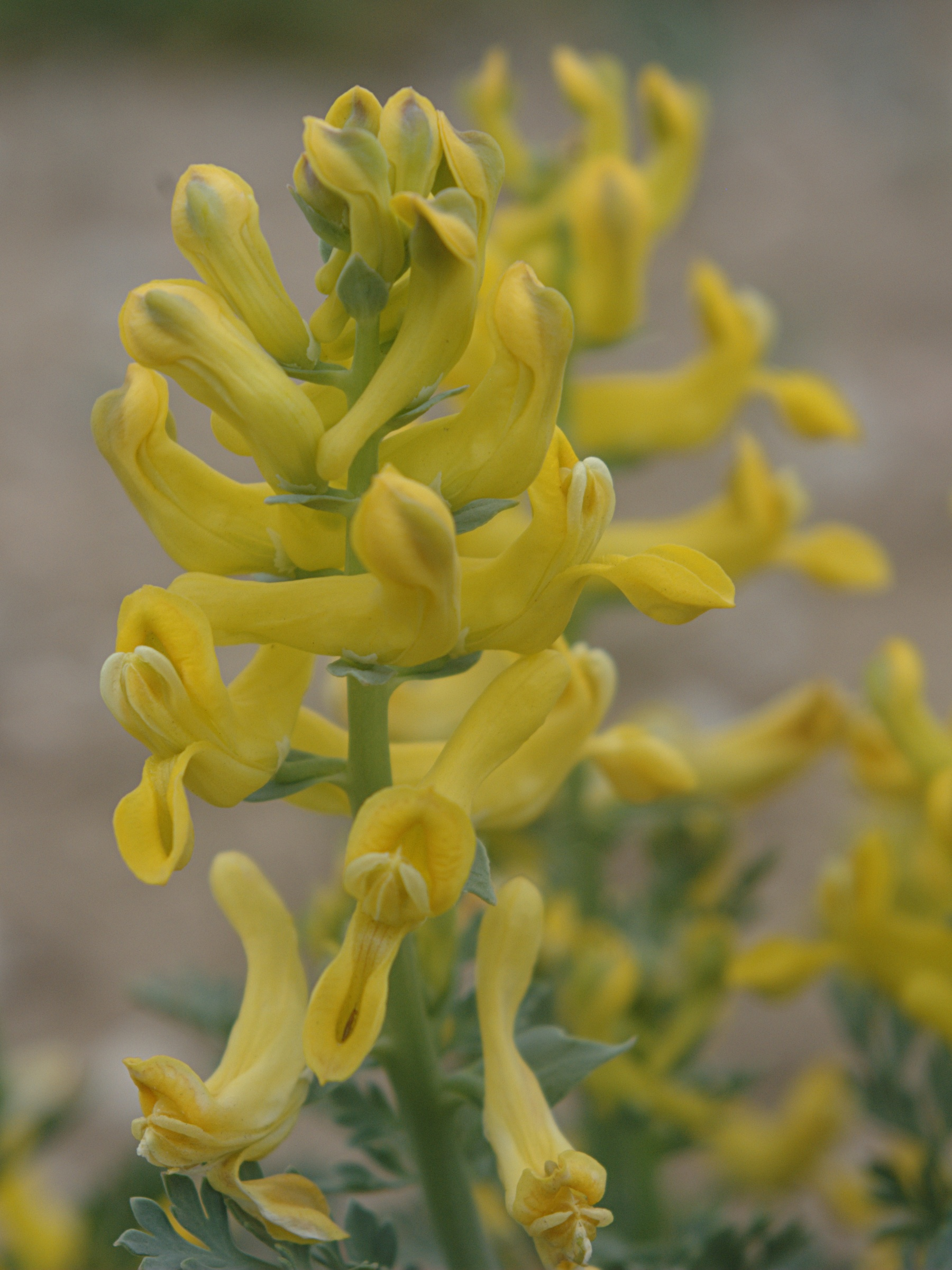
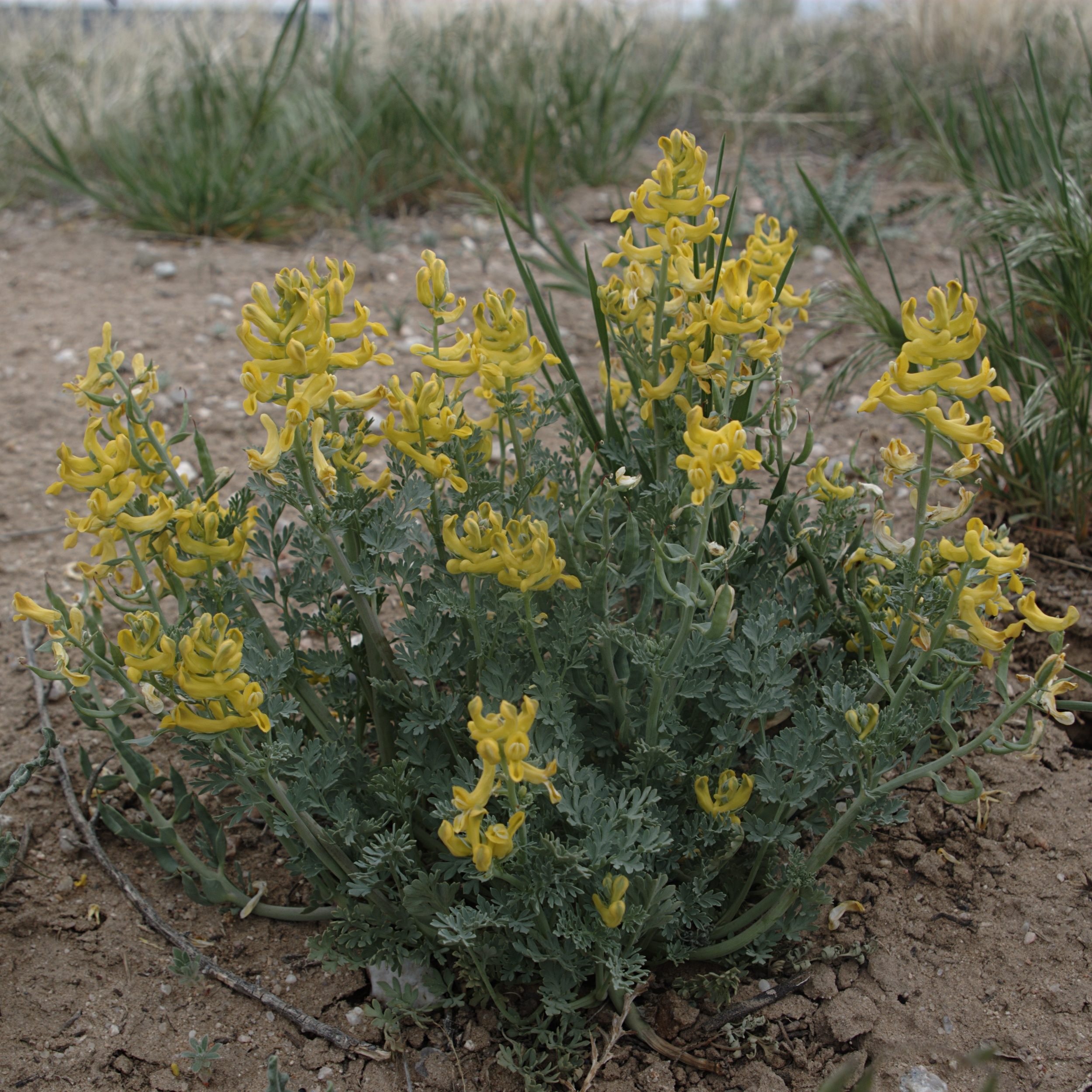
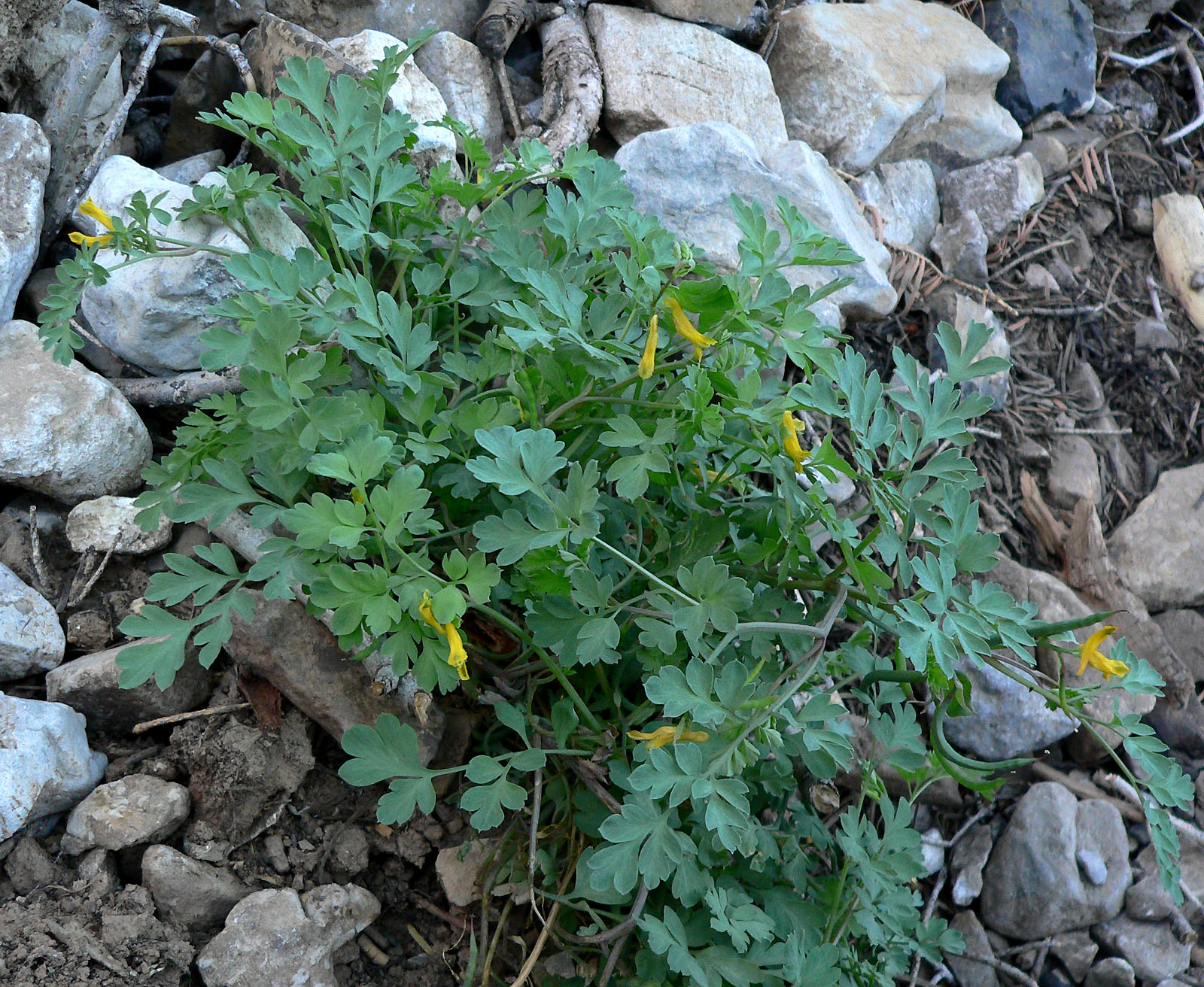
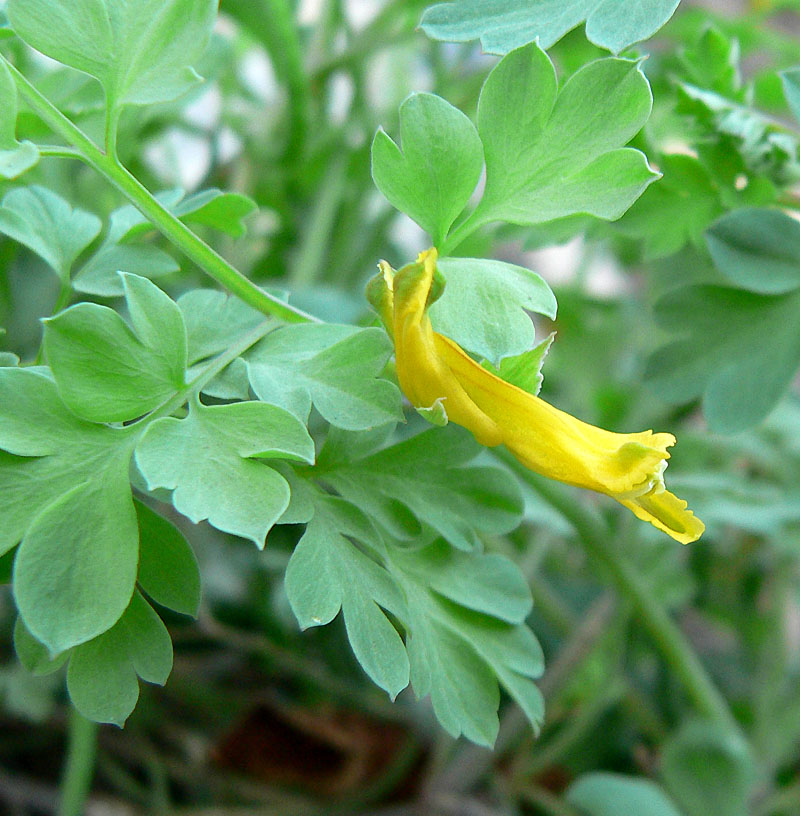